# Eleições gerais no Brasil em 1990
Em 1990 foram realizadas eleições gerais no Brasil e pela primeira vez todas as vinte e sete unidades federativas do país elegeram seus governadores numa refrega onde havia 83 milhões de pessoas aptas ao voto. O primeiro turno ocorreu em 3 de outubro (quarta-feira) e o segundo em 25 de novembro (domingo). Ao todo os aliados do governo fizeram quinze governadores contra doze da oposição, embora o desfecho das eleições em Alagoas fosse postergado para o  ano seguinte. Foram renovadas 31 vagas no Senado Federal e 503 na Câmara dos Deputados, além das vagas nas Assembléias Legislativas e na Câmara Legislativa (DF). Foi a única eleição realizada durante o Governo Collor.

## Governadores eleitos
O maior número de governadores eleitos ficou por conta do PFL com nove (seis dos quais no Nordeste) e do PMDB com sete (a começar por São Paulo), numa eleição marcada pelo retorno ao poder de seis governadores da safra de 1982 além de outros seis que já haviam exercido o cargo por nomeação ou substituição do titular. No Rio de Janeiro Leonel Brizola reverteu a derrota de 1989 e viu seus aliados triunfarem em mais dois estados. Por outro lado o PRN não elegeu nenhum governador, apesar de ser o partido do presidente Fernando Collor. Ao final das apurações nove partidos haviam triunfado nas diferentes unidades federativas do Brasil.
Três fatos marcaram ainda as eleições: fraudes em série levaram a um novo segundo turno em Alagoas, no Distrito Federal a candidatura de Joaquim Roriz suscitou uma querela jurídica e em Rondônia o assassinato de Olavo Pires alterou o panorama político e o candidato originalmente terceiro colocado acabou sendo o vencedor.
Os governadores do Amapá, Distrito Federal e Roraima foram empossados em 1º de janeiro e os demais em 15 de março de 1991.
| Bandeira | Estado              | UF | Governador                | Partido | Vice-governador      | Resultados |
| -------- | ------------------- | -- | ------------------------- | ------- | -------------------- | ---------- |
|          | Acre                | AC | Edmundo Pinto             | PDS     | Romildo Magalhães    | AC 1990    |
|          | Alagoas             | AL | Geraldo Bulhões           | PSC     | Francisco de Melo    | AL 1990    |
|          | Amapá               | AP | Aníbal Barcelos           | PFL     | Ronaldo Borges       | AP 1990    |
|          | Amazonas            | AM | Gilberto Mestrinho        | PMDB    | Francisco Garcia     | AM 1990    |
|          | Bahia               | BA | Antônio Carlos Magalhães  | PFL     | Paulo Souto          | BA 1990    |
|          | Ceará               | CE | Ciro Gomes                | PSDB    | Lúcio Alcântara      | CE 1990    |
|          | Distrito Federal    | DF | Joaquim Roriz             | PTR     | Márcia Kubitschek    | DF 1990    |
|          | Espírito Santo      | ES | Albuíno Azeredo           | PDT     | Adelson Salvador     | ES 1990    |
|          | Goiás               | GO | Iris Rezende              | PMDB    | Maguito Vilela       | GO 1990    |
|          | Maranhão            | MA | Edison Lobão              | PFL     | Ribamar Fiquene      | MA 1990    |
|          | Mato Grosso         | MT | Jaime Campos              | PFL     | Osvaldo Sobrinho     | MT 1990    |
|          | Mato Grosso do Sul  | MS | Pedro Pedrossian          | PTB     | Ary Rigo             | MS 1990    |
|          | Minas Gerais        | MG | Hélio Garcia              | PRS     | Arlindo Porto        | MG 1990    |
|          | Pará                | PA | Jader Barbalho            | PMDB    | Carlos Santos        | PA 1990    |
|          | Paraíba             | PB | Ronaldo Cunha Lima        | PMDB    | Cícero Lucena        | PB 1990    |
|          | Paraná              | PR | Roberto Requião           | PMDB    | Mário Pereira        | PR 1990    |
|          | Pernambuco          | PE | Joaquim Francisco         | PFL     | Roberto Fontes       | PE 1990    |
|          | Piauí               | PI | Freitas Neto              | PFL     | Guilherme Melo       | PI 1990    |
|          | Rio de Janeiro      | RJ | Leonel Brizola            | PDT     | Nilo Batista         | RJ 1990    |
|          | Rio Grande do Norte | RN | José Agripino Maia        | PFL     | Vivaldo Costa        | RN 1990    |
|          | Rio Grande do Sul   | RS | Alceu Collares            | PDT     | João Gilberto        | RS 1990    |
|          | Rondônia            | RO | Osvaldo Piana             | PTR     | Assis Canuto         | RO 1990    |
|          | Roraima             | RR | Ottomar Pinto             | PTB     | Airton Dias          | RR 1990    |
|          | Santa Catarina      | SC | Vilson Kleinübing         | PFL     | Konder Reis          | SC 1990    |
|          | São Paulo           | SP | Luiz Antônio Fleury Filho | PMDB    | Aloysio Nunes        | SP 1990    |
|          | Sergipe             | SE | João Alves Filho          | PFL     | José Carlos Teixeira | SE 1990    |
|          | Tocantins           | TO | Moisés Avelino            | PMDB    | Paulo Sidnei         | TO 1990    |

## Senadores eleitos
Nesta eleição seriam renovadas cadeiras preenchidas em 1982 e cada estado escolheria um representante, exceto por Amapá e Roraima que teriam três vagas em disputa. Finda a refrega viu-se que dez partidos enviaram ao menos um representante ao Senado e a exemplo do que ocorrera nas eleições para governador, as maiores bancadas ficaram nas mãos de PFL e PMDB com oito senadores cada. O destaque ficou por conta do ex-presidente José Sarney eleito pelo Amapá. Dos senadores escolhidos em 1982 apenas quatro foram reeleitos sendo que a partir deste pleito desapareceu a figura da sublegenda. Comparativamente o PDS foi quem mais perdeu cadeiras em oito anos, caindo de quinze em 1982 para apenas duas em 1990 e o PT elegeu seu primeiro senador.
| Bandeira | Estado              | UF | Eleito em 1990                            | Partido      | Suplente                           |
| -------- | ------------------- | -- | ----------------------------------------- | ------------ | ---------------------------------- |
|          | Acre                | AC | Flaviano Melo                             | PMDB         |                                    |
|          | Alagoas             | AL | Guilherme Palmeira                        | PFL          | Alcides Falcão                     |
|          | Amapá               | AP | Henrique Almeida Jonas Borges José Sarney | PFL PTB PMDB |                                    |
|          | Amazonas            | AM | Amazonino Mendes                          | PDC          | Gilberto Miranda                   |
|          | Bahia               | BA | Josaphat Marinho                          | PFL          | Francisco Benjamim                 |
|          | Ceará               | CE | Beni Veras                                | PSDB         | Reginaldo Duarte                   |
|          | Distrito Federal    | DF | Valmir Campelo                            | PTB          | Leonel Paiva                       |
|          | Espírito Santo      | ES | Élcio Álvares                             | PFL          | Jonice Tristão                     |
|          | Goiás               | GO | Onofre Quinan                             | PMDB         | José Saad                          |
|          | Maranhão            | MA | Epitácio Cafeteira                        | PDC          |                                    |
|          | Mato Grosso         | MT | Júlio Campos                              | PFL          |                                    |
|          | Mato Grosso do Sul  | MS | Levy Dias                                 | PST          |                                    |
|          | Minas Gerais        | MG | Júnia Marise                              | PRN          |                                    |
|          | Pará                | PA | Coutinho Jorge                            | PMDB         | Juvêncio Dias                      |
|          | Paraíba             | PB | Antônio Mariz                             | PMDB         | Ney Suassuna                       |
|          | Paraná              | PR | Andrade Vieira                            | PTB          |                                    |
|          | Pernambuco          | PE | Marco Maciel                              | PFL          | Joel de Holanda                    |
|          | Piauí               | PI | Lucídio Portela                           | PDS          | Aquiles Nogueira                   |
|          | Rio de Janeiro      | RJ | Darcy Ribeiro                             | PDT          | Abdias do Nascimento               |
|          | Rio Grande do Norte | RN | Garibaldi Alves Filho                     | PMDB         | Fernando Bezerra                   |
|          | Rio Grande do Sul   | RS | Pedro Simon                               | PMDB         |                                    |
|          | Rondônia            | RO | Odacir Soares                             | PFL          |                                    |
|          | Roraima             | RR | César Dias Hélio Campos Marluce Pinto     | PMDB PMN PTB | - João França Alves Wagner Canhedo |
|          | Santa Catarina      | SC | Esperidião Amin                           | PDS          | Dilso Cecchin                      |
|          | São Paulo           | SP | Eduardo Suplicy                           | PT           | João Felício                       |
|          | Sergipe             | SE | Albano Franco                             | PRN          | José Alves                         |
|          | Tocantins           | TO | João da Rocha                             | PFL          |                                    |

## Câmara dos Deputados em 1990
| UF         | PMDB   | PFL    | PDT   | PDS   | PRN   | PSDB  | PTB   | PT    | PDC   | PL    | PSB   | PSC   | PCdoB | PRS   | PCB   | PTR   | PST   | PSD   | PMN   | Soma |
| ---------- | ------ | ------ | ----- | ----- | ----- | ----- | ----- | ----- | ----- | ----- | ----- | ----- | ----- | ----- | ----- | ----- | ----- | ----- | ----- | ---- |
| AC         | 05     |        |       | 03    |       |       |       |       |       |       |       |       |       |       |       |       |       |       |       | 08   |
| AL         |        | 01     | 01    |       | 02    |       | 01    |       |       |       |       | 04    |       |       |       |       |       |       |       | 09   |
| AP         |        | 04     | 01    |       |       |       | 01    | 01    |       |       |       | 01    |       |       |       |       |       |       |       | 08   |
| AM         | 02     | 02     | 01    |       |       |       |       | 01    | 02    |       |       |       |       |       |       |       |       |       |       | 08   |
| BA         | 08     | 11     | 04    | 01    | 03    | 02    | 02    | 02    | 03    | 01    | 01    |       | 01    |       |       |       |       |       |       | 39   |
| CE         | 04     | 04     | 02    | 02    |       | 07    |       |       | 01    |       | 02    |       |       |       |       |       |       |       |       | 22   |
| DF         |        | 02     |       |       | 01    | 01    |       | 02    |       |       |       |       |       |       | 01    | 01    |       |       |       | 08   |
| ES         | 06     |        |       |       |       | 03    |       |       |       | 01    |       |       |       |       |       |       |       |       |       | 10   |
| GO         | 10     |        |       | 01    | 01    |       |       |       | 04    |       |       |       |       |       |       |       |       | 01    |       | 17   |
| MA         | 01     | 07     | 01    | 01    | 02    | 01    |       |       | 03    |       | 01    | 01    |       |       |       |       |       |       |       | 18   |
| MT         |        | 03     |       | 01    |       |       | 02    |       |       | 02    |       |       |       |       |       |       |       |       |       | 08   |
| MS         | 01     | 01     |       |       | 01    |       | 03    |       |       |       |       |       |       |       |       |       | 02    |       |       | 08   |
| MG         | 14     | 06     |       | 02    | 06    | 06    | 03    | 06    | 01    | 04    | 01    |       |       | 04    |       |       |       |       |       | 53   |
| PA         | 06     | 01     | 01    | 02    |       |       | 04    | 02    |       |       |       |       | 01    |       |       |       |       |       |       | 17   |
| PB         | 04     | 03     | 03    |       | 02    |       |       |       |       |       |       |       |       |       |       |       |       |       |       | 12   |
| PR         | 07     | 04     | 02    |       | 08    | 04    | 02    | 03    |       |       |       |       |       |       |       |       |       |       |       | 30   |
| PE         | 04     | 11     |       |       | 03    |       |       |       |       |       | 05    |       | 01    |       | 01    |       |       |       |       | 25   |
| PI         | 02     | 05     |       | 02    |       | 01    |       |       |       |       |       |       |       |       |       |       |       |       |       | 10   |
| RJ         | 02     | 05     | 18    | 02    | 02    | 01    | 04    | 03    | 02    | 03    | 01    |       | 01    |       | 01    | 01    |       |       |       | 46   |
| RN         | 03     | 03     |       |       | 01    | 01    |       |       |       |       |       |       |       |       |       |       |       |       |       | 08   |
| RS         | 09     | 01     | 07    | 09    |       | 01    |       | 04    |       |       |       |       |       |       |       |       |       |       |       | 31   |
| RO         |        |        | 01    |       |       |       | 07    |       |       |       |       |       |       |       |       |       |       |       |       | 08   |
| RR         | 01     | 01     |       | 02    |       |       | 03    |       | 01    |       |       |       |       |       |       |       |       |       |       | 08   |
| SC         | 05     | 03     | 01    | 05    |       |       |       | 01    |       | 01    |       |       |       |       |       |       |       |       |       | 16   |
| SP         | 12     | 01     | 02    | 07    | 06    | 09    | 06    | 10    | 01    | 05    |       |       | 01    |       |       |       |       |       |       | 60   |
| SE         |        | 04     |       | 02    | 01    |       |       |       |       |       |       |       |       |       |       |       |       |       | 01    | 08   |
| TO         | 02     |        |       |       | 01    | 01    |       |       | 04    |       |       |       |       |       |       |       |       |       |       | 08   |
| Total      | 108    | 83     | 45    | 42    | 40    | 38    | 38    | 35    | 22    | 17    | 11    | 06    | 05    | 04    | 03    | 02    | 02    | 01    | 01    | 503  |
| Percentual | 21,47% | 16,50% | 8,95% | 8,35% | 7,95% | 7,55% | 7,55% | 6,96% | 4,37% | 3,38% | 2,19% | 1,19% | 0,99% | 0,80% | 0,60% | 0,40% | 0,40% | 0,20% | 0,20% | 100% |

## Eleitorado por unidade federativa
As informações a seguir foram extraídas do Anuário Estatístico do Brasil, edição de 1992, disponível na Biblioteca do Instituto Brasileiro de Geografia e Estatística.
| Unidade Federativa  | Eleitorado | Percentual | Variação |
| ------------------- | ---------- | ---------- | -------- |
| São Paulo           | 18.727.014 | 22,35%     |          |
| Minas Gerais        | 9.470.353  | 11,30%     |          |
| Rio de Janeiro      | 8.277.296  | 9,88%      |          |
| Bahia               | 6.019.317  | 7,18%      |          |
| Rio Grande do Sul   | 5.747.083  | 6,86%      |          |
| Paraná              | 5.112.793  | 6,10%      |          |
| Pernambuco          | 3.885.434  | 4,64%      |          |
| Ceará               | 3.491.994  | 4,17%      |          |
| Santa Catarina      | 2.769.517  | 3,30%      |          |
| Pará                | 2.309.791  | 2,76%      |          |
| Maranhão            | 2.256.792  | 2,69%      |          |
| Goiás               | 2.244.631  | 2,68%      |          |
| Paraíba             | 1.810.996  | 2,16%      |          |
| Espírito Santo      | 1.423.211  | 1,70%      |          |
| Piauí               | 1.410.051  | 1,68%      |          |
| Rio Grande do Norte | 1.331.039  | 1,59%      |          |
| Alagoas             | 1.304.271  | 1,56%      |          |
| Mato Grosso         | 1.089.650  | 1,30%      |          |
| Mato Grosso do Sul  | 1.024.928  | 1,22%      |          |
| Distrito Federal    | 893.659    | 1,07%      |          |
| Amazonas            | 885.002    | 1,06%      |          |
| Sergipe             | 803.041    | 0,96%      |          |
| Rondônia            | 588.691    | 0,70%      |          |
| Tocantins           | 498.963    | 0,60%      |          |
| Acre                | 197.709    | 0,24%      |          |
| Amapá               | 135.939    | 0,16%      |          |
| Roraima             | 86.226     | 0,10%      |          |
| Total               | 83.795.391 | 100%       |          |